# Sierrapando
Sierrapando es un núcleo de población perteneciente al municipio de Torrelavega (Cantabria, España). Está situado a 1,4 kilómetros del centro de la ciudad y en el año 2019 contaba con una población de 3983 habitantes (ICANE). Este núcleo residencial ha comenzado a concentrar gran parte de la actividad del sector de la construcción en Torrelavega, aunque destaca por el sector primario y por las grandes superficies comerciales que aquí se encuentran.

## Geografía
Su vía principal es la Avenida de Bilbao y el Bulevar Ronda, que lo conectan con el centro urbano y con una circunvalación con la Autovía Cantabria-Meseta (A-67) y la Autovía del Cantábrico (A-8). Su altitud oscila entre los 35 y los 110 metros.
El cementerio se encuentra en la zona sur, la iglesia de San Justo y Pastor en la Plaza de la Llana. Cuenta con tres centros educativos: el colegio público Pancho Cossío, y los colegios concertados de Nuestra Señora de la Paz y los Sagrados Corazones, estos dos últimos actúan también como institutos y son católicos concertados. 
También dispone de un cuartel de la Guardia Civil, del convento de las hermanas Carmelitas Descalzas (Real Monasterio de los Santos Reyes San Luis y San Fernando), de mediados del siglo XX y construido en estilo neoclásico, y de un centro de ocio privado (Círculo de Recreo) con canchas de tenis y piscina. 
Tiene un área comercial con supermercados Carrefour, Feu-Vert, Maxi Día, Fórum Sport, McDonald's, Burger King, Mercadona, Aldi y Lidl entre otros, además del Hotel Torresport
Tiene también un pequeño área industrial donde destacan los concesionarios de coches y la fábrica de Ballestas y Basculantes Martín. En los últimos años se está potenciando la construcción de chalets y zonas residenciales dentro del Nuevo Plan Parcial. Sierrapando también comprende el Barrio de Miravalles, totalmente residencial y el barrio de San Ramón, más dedicado a la agricultura y la ganadería.
El río Sorravides pasa por Sierrapando proveniente del Monte Dobra y confluye con el río Indiano hasta donde es soterrado en las antiguas piscinas de la Pista Río, actualmente cerradas.

### Comunicaciones
La antigua N-634 conecta con el barrio de La Montaña y con el cementerio de Río Cabo. Una línea de autobús conecta Sierrapando con el centro de la ciudad y los barrios de Torres y Ganzo así como el Hospital de Sierrallana. Se sitúa próxima al cruce de las autovías A-8 y A-67, también, en la zona norte, dispone de un apeadero de Adif explotado comercialmente por la compañía Renfe, con conexiones directas a Santander, Reinosa, Madrid y Valladolid y a un gran número de ciudades y pueblos en el camino.
Se encuentra a 26 kilómetros del aeropuerto de Santander-Parayas y a 1,7 km de la estación de autobuses de Torrelavega, con conexiones con ciudades tales como Salamanca, Madrid, Bilbao, Valladolid, Sevilla, Santander, Barcelona, Zaragoza, Bruselas o París, aunque también con pueblos de alrededor como Sarón, Suances, Potes, Santillana del Mar o Laredo, entre otros.

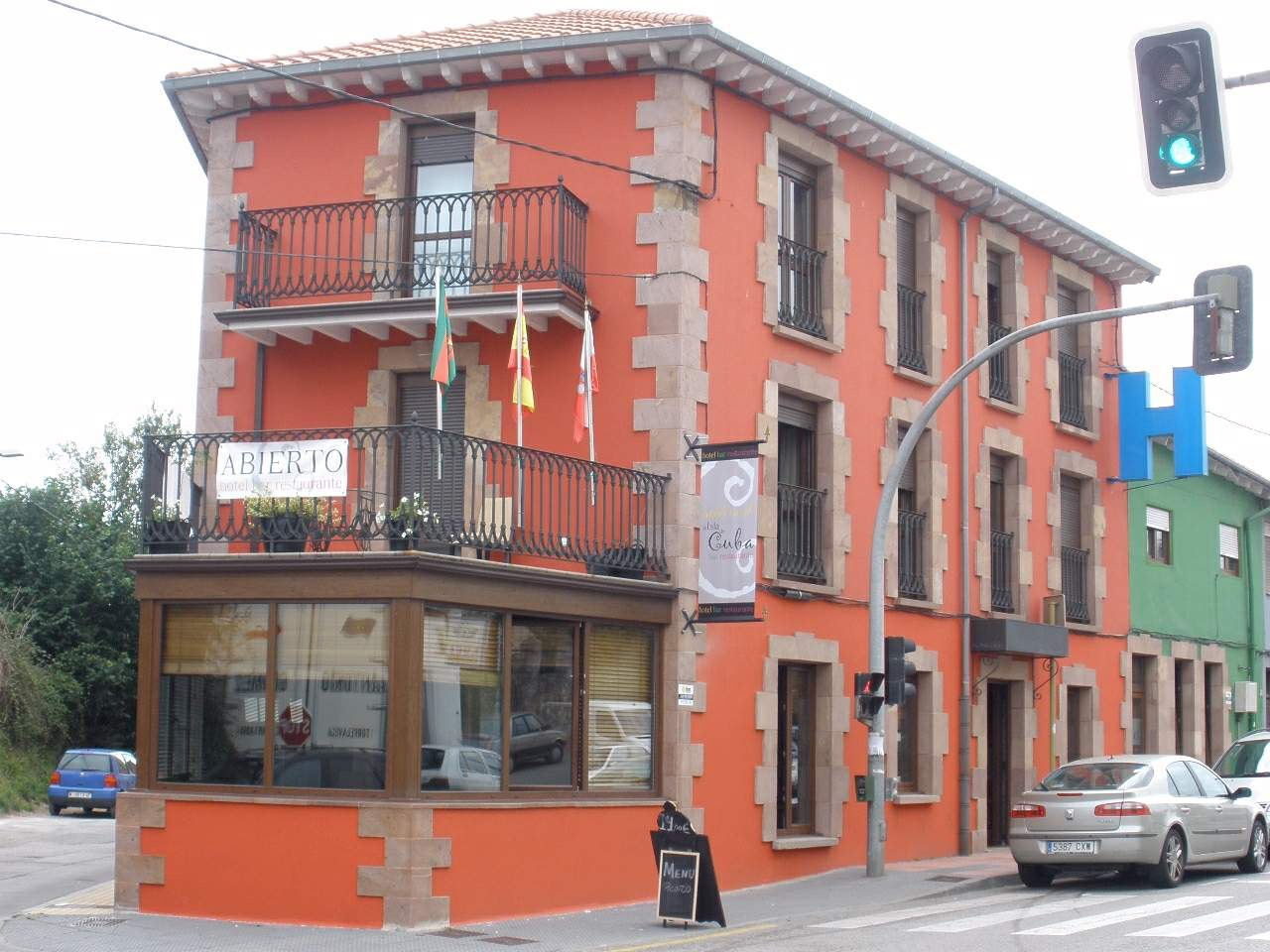
Edificio en la avenida de Bilbao.

## Demografía
| 2000 | 2001 | 2002 | 2003 | 2004 | 2005 | 2006 | 2007 | 2008 | 2009 | 2010 | 2011 | 2012 | 2013 | 2014 | 2015 | 2016 | 2017 | 2018 | 2019 | 2020 | 2021 | 2022 | 2023 | 2024 |
| ---- | ---- | ---- | ---- | ---- | ---- | ---- | ---- | ---- | ---- | ---- | ---- | ---- | ---- | ---- | ---- | ---- | ---- | ---- | ---- | ---- | ---- | ---- | ---- | ---- |
| 4013 | 3947 | 3968 | 3967 | 3982 | 4005 | 4041 | 4018 | 4131 | 4134 | 4156 | 4186 | 4193 | 4171 | 4179 | 4155 | 4096 | 4055 | 4052 | 3983 | 4006 | 3984 | 3963 | 3948 | 3988 |

## Personalidades
- Vicente Trueba Pérez, "la pulga de Torrelavega", ciclista profesional entre 1924 y 1942, (1905-1986).
- Vicente Calderón Pérez-Cavada, presidente del club Atlético de Madrid en los periodos 1964-80 y 1982-87, (1913-1987).
- Fermín Trueba Pérez, "el mini", ciclista profesional entre 1930 y 1947, (1915-2007).
- Vicente Engonga Nguema, exfutbolista hispano-ecuatoguineano y padre de futbolistas, (1937-2014).
- Vicente Engonga Maté, exfutbolista, exentrenador de fútbol en equipos nacionales e internacionales y ex seleccionador de la selección de fútbol de Guinea Ecuatorial, (1965-presente).
- Rafael Engonga Maté, exfutbolista, (1966-2013).
- Julio César Engonga Maté, exfutbolista, (1967-presente).
- Óscar Engonga Maté, exfutbolista, exentrenador de fútbol en equipos nacionales e internacionales y ex seleccionador de la selección de fútbol de Guinea Ecuatorial, (1968-presente).
- Igor Engonga, hijo de Óscar Engonga Maté y exfutbolista, (1995-presente).